# Maria Heim (Bozen)

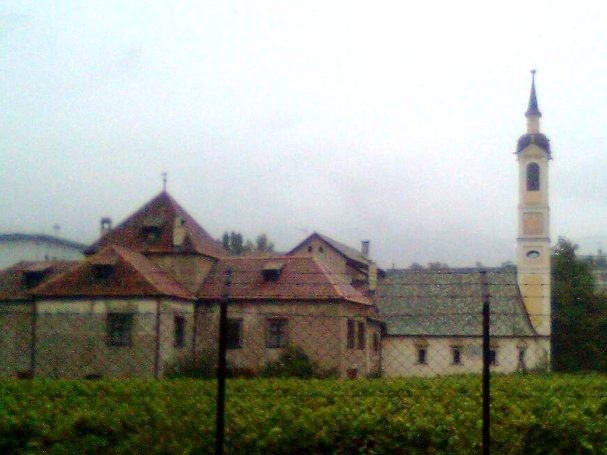
Maria Heim von der Dalmatienstraße aus gesehen

Maria Heim (auch Mariaheim) ist ein ehemaliger Gutshof des Chorherrenstifts Neustift bei Brixen. Heute wird die Anlage, die im Wesentlichen Anfang des 17. Jahrhunderts errichtet wurde, als Gemeinschaftszentrum für die deutschsprachige Bevölkerung des mehrheitlich italienischen Stadtviertels Europa-Neustift genutzt. Der Name des Stadtviertels bezieht sich indirekt auf Maria Heim, da der namensgebende Neustifterweg, an dem auch Maria Heim liegt, seine Bezeichnung von den örtlichen Besitzungen Neustifts trägt.

## Geschichte
Der Neustifter Propst Markus Hauser von Weißenstein erwarb in der späteren Gemeinde Gries etwa 8 ha an Grundstücken, um dort Weinbau zu betreiben. Heute noch wird der in Bozen heimische Lagrein der Stiftskellerei Neustift in den Weinreben um Maria Heim angebaut. Durch die bauliche Expansion der Stadt Bozen, die in der Zwischenkriegszeit einsetzte, ist vom ursprünglichen Weingut nur mehr wenig übrig geblieben. Hauser ließ auch den Hof errichten und ihn mit einer Mauer umgeben.
Freilich ist der Besitz des Kanonikerstifts im Bozner Raum weit älter und umfasste Güterlagen in Rentsch, im Bozner Dorf und in Gries. Die „herrn von der Newenstifft“ werden in Bozner Urkunden bereits ab dem 13. Jahrhundert und in den Folgejahrhunderten als Grundbesitzer in Gries-Quirein mehrfach erwähnt. Der Bau von Maria Heim stellte den Endpunkt dieser Entwicklung dar, da die ansitzartige Anlage nunmehr dem dauerhaften Aufenthalt des Güterpropstes – eines stiftischen Wirtschaftsbeamten – diente.

## Gemeinschaftszentrum
Die Idee für das Gemeinschaftszentrum entstand 1975. Die Tätigkeit wurde 1977 in einigen Kellerräumen aufgenommen. 1981 konnte die 1980 gegründete Betreibergenossenschaft mit Hilfe eines bedeutenden Landesbeitrags den ganzen Hof erwerben.
Heute wird das Gemeinschaftszentrum von verschiedenen Vereinen, der deutschsprachigen Pfarrgemeinde der nahegelegenen Regina-Pacis-Kirche (Königin des Friedens), der Volkshochschule Bozen, von zwei Chören und einer Band genutzt. Bis zur Reform der Musikschule Bozen in den 2000ern fanden auch Kurse der Musikschule Gries dort statt.